# Amions
Amions ist eine Ortschaft und eine Commune déléguée in der französischen Gemeinde Vézelin-sur-Loire mit 310 Einwohnern (Stand 1. Januar 2022) im Département Loire in der Region Auvergne-Rhône-Alpes (vor 2016 Rhône-Alpes).  Die Einwohner werden Amionnais genannt.
Die Gemeinde Amions wurde am 1. Januar 2019 mit Dancé und Saint-Paul-de-Vézelin zur Commune nouvelle Vézelin-sur-Loire zusammengeschlossen. Die Gemeinde Amions gehörte zum Arrondissement Roanne und zum Kanton Boën-sur-Lignon.

## Geographie
Amions liegt 25 Kilometer südlich von Roanne am Isable. Umgeben wurde die Gemeinde Amions von den Nachbargemeinden Dancé im Norden, Saint-Paul-de-Vézelin im Osten, Saint-Georges-de-Baroille im Osten und Südosten, Pommiers im Südosten und Süden, Saint-Germain-Laval im Süden, Saint-Julien-d’Oddes im Südwesten sowie Souternon im Westen. Durch die Commune déléguée führt die Autoroute A89.

## Bevölkerungsentwicklung
| Jahr                       | 1962 | 1968 | 1975 | 1982 | 1990 | 1999 | 2006 | 2017 |
| Einwohner                  | 372  | 336  | 319  | 289  | 241  | 238  | 281  | 298  |
| Quellen: Cassini und INSEE |      |      |      |      |      |      |      |      |

## Sehenswürdigkeiten
- Kirche Notre-Dame-de-l’Assomption (Mariä Himmelfahrt)

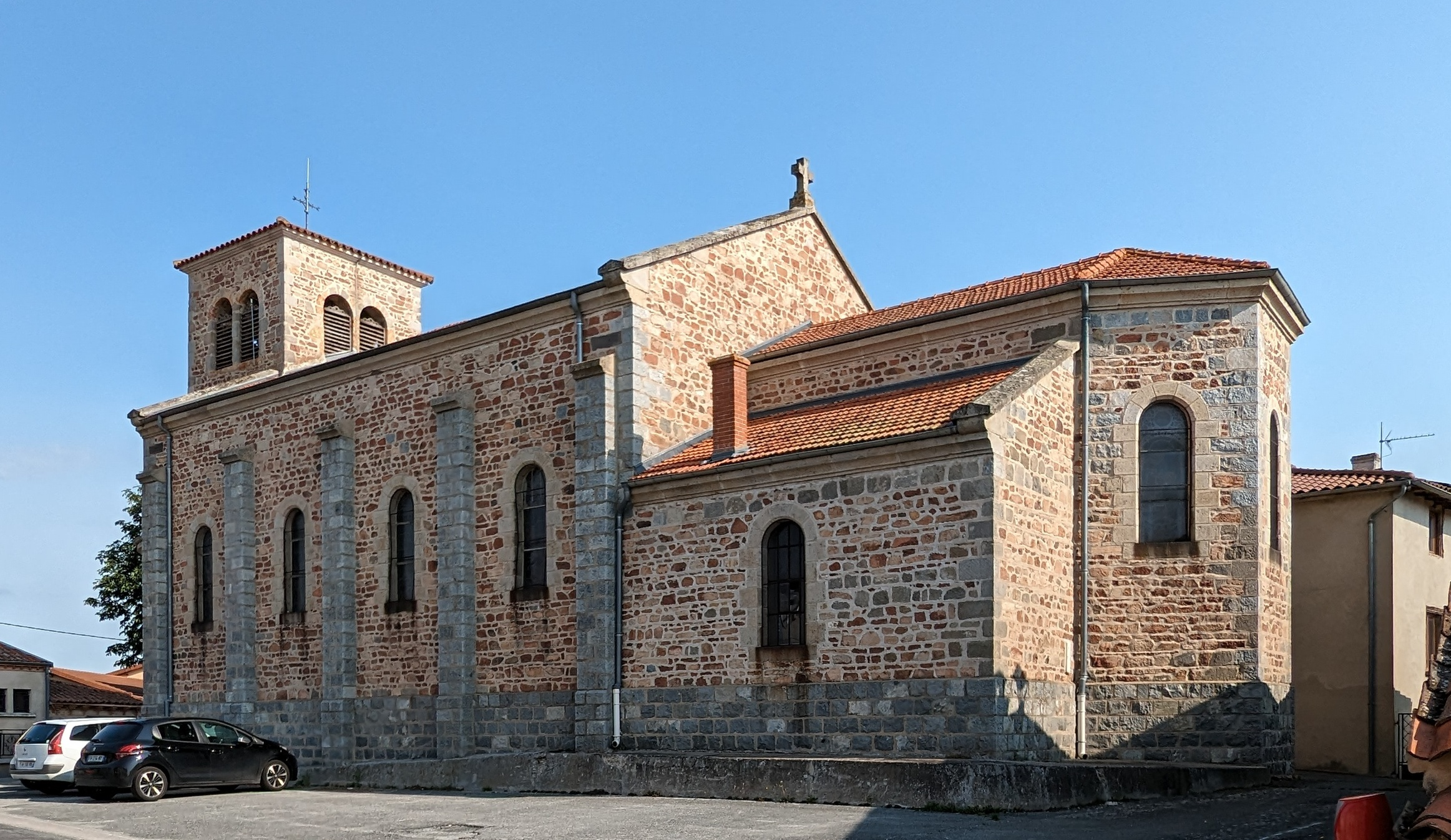
Kirche Mariä Himmelfahrt